# Senecio praeteritus
Senecio praeteritus là một loài thực vật có hoa trong họ Cúc. Loài này được Killick miêu tả khoa học đầu tiên năm 1958.